# 422
سنة 422 م (بالأرقام الرومانية: CDXXII) كانت سنة بسيطة تبدأ يوم الأحد (الرابط يظهر نموذج الجدول الزمني الكامل للسنة) من التقويم اليولياني. بدأت تسمية السنة ب422 منذ العصور الوسطى المبكرة، عندما أصبح تقويم أنو دوميني هو الأسلوب السائد في أوروبا لتسمية السنوات.

## وفيات
- بونيفاس الأول